# 브뤼셀 센트랄역
브뤼셀 센트랄 역(네덜란드어: Brussel-Centraal 브뤼설센트랄[*], 프랑스어: Bruxelles-Central 브뤼셀센트랄[*])은 벨기에 브뤼셀에 위치한 중앙역이다.

## 역 개요

### 국철
역사는 "Boulevard de l'Impératrice/Keizerinlaan" 또는 "Rue de l'Infante Isabelle/Infante Isabella straat", "Kantersteen", "Rue de la Putterie/Putterijstraat" 등 각각의 거리에 사변형으로 둘러싸인 각각 출입구가 있다. 철도의 홈은 지하에 있고, 섬식 3면 6선을 가지고있다. 역에 인접한 보행자 터널이 지하철역과 맞닿아 있다.